# زاتويشي
زاتويشي فيلم ساموراي ياباني إخراج تاكيشي كيتانو، أصدر في 2003م.

## قصة
في يابان الساموراي Zatoichi هو مسافر أعمى، مهنته كمقامر محترف ومدلك. لكن إعاقته تخفي محارب جتسو رهيب ومدهش و يتميز بالسرعة وسيفه منتهى الدقة.
في سفره سيأتي إلى بلدة تحت سيطرة الحاكم جنزو الطاغية، الذي ينفد مؤامرته بمساعدة ساموراي هاتوري.
يلتقي زاتويشي بأختين يبحتان عن الانتقام من قاتل والدهما، فيساعدهم على الانتقام ويخلص البلدة من الحاكم جنزو.

## وصلات خارجية
- زاتويشي على موقع IMDb (الإنجليزية)
- زاتويشي على موقع ميتاكريتيك (الإنجليزية)
- زاتويشي على موقع روتن توميتوز (الإنجليزية)
- زاتويشي على موقع نتفليكس (الإنجليزية)
- زاتويشي على موقع ألو سيني (الفرنسية)
- زاتويشي على موقع Turner Classic Movies (الإنجليزية)
- زاتويشي على موقع أول موفي (الإنجليزية)
- زاتويشي على موقع بوكس أوفيس موجو (الإنجليزية)
- زاتويشي على موقع فيلمافينيتي (الإسبانية)
- زاتويشي على موقع قاعدة بيانات الأفلام السويدية (السويدية)